# Comunità cristiana di base
Per comunità cristiana di base (spesso abbreviato in Cdb) si intende un gruppo di credenti cristiani (in massima parte provenienti dalla Chiesa cattolica), che mira ad una pratica, a loro dire, "più evangelica e più credibile" rispetto a quella della cosiddetta Chiesa istituzionale.
Pur se nate nello stesso periodo (quello del Concilio Vaticano II), le comunità cristiane di base, sviluppatesi soprattutto in Europa in discontinuità con la prassi e con la gerarchia ecclesiale, si distinguono dalle comunità ecclesiali di base (CEB), sorte in America Latina e in Africa, promosse dall'impegno dei missionari e sostenute dall'episcopato locale.

## Storia
Le Comunità cristiane di base (CdB) sono nate spontaneamente negli anni sessanta e settanta sulla spinta del Concilio Vaticano II. Facendo riferimento alla Bibbia e, insieme, alle lotte degli oppressi, le CdB non intendono creare un'altra Chiesa, ma piuttosto contribuire a rendere più evangelica e credibile la loro Chiesa storica di appartenenza, quella cattolica romana, ponendo l'accento sulla ricerca di nuove forme comunitarie e sul superamento di divisioni troppo rigide tra i diversi ruoli dei cristiani. Alcune di loro al termine di un convegno nazionale convocato a Roma nell'ottobre del 1971 si sono collegate in un movimento per confrontare le diverse esperienze e assumere comuni iniziative, pur mantenendo ciascuna la propria autonomia.

## Attività

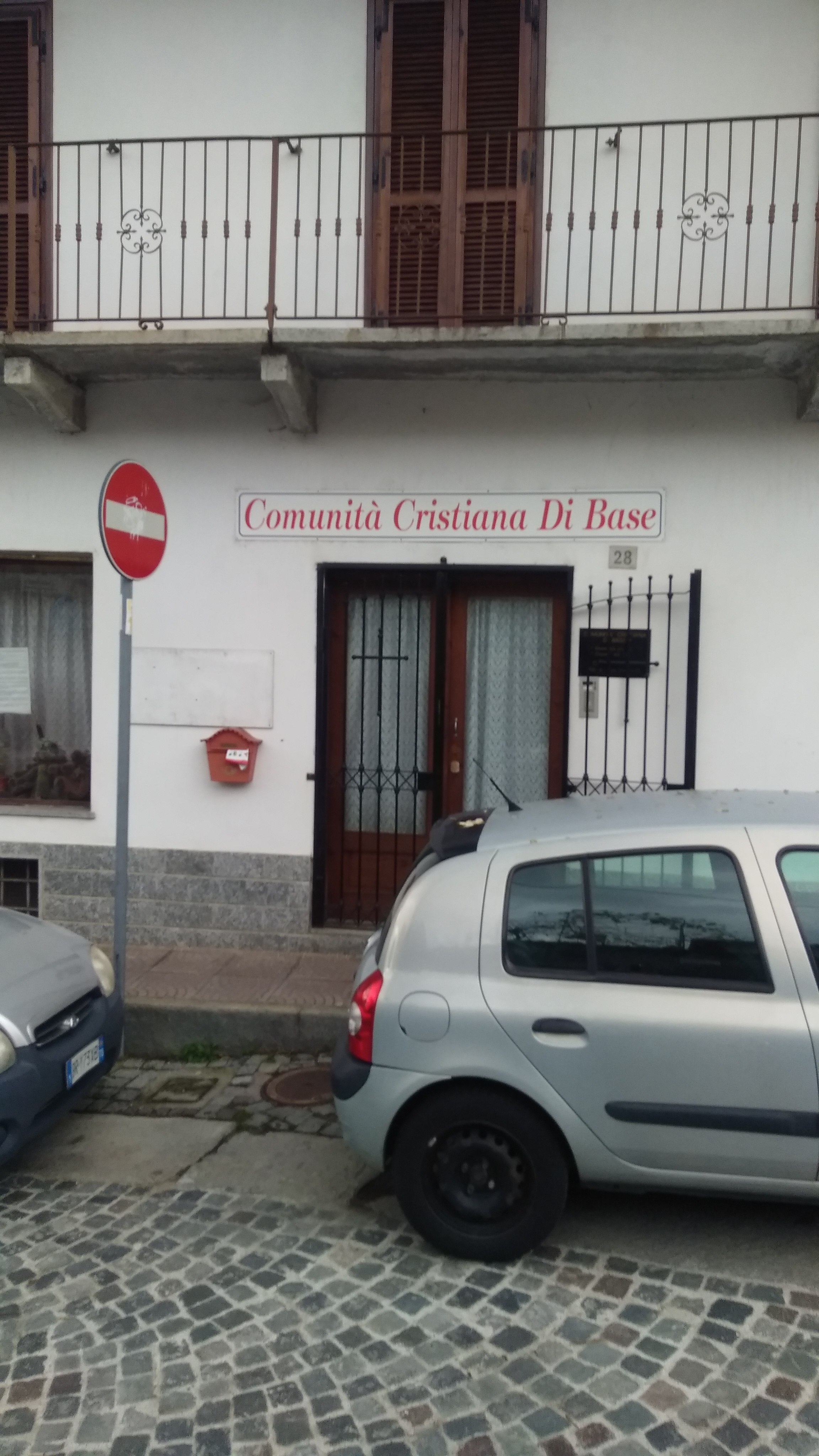
Sede di una CdB (Alpignano)

Nel corso della loro storia le CdB italiane hanno seguito percorsi diversi senza mai diventare sezioni territoriali di un movimento unitario. Su questa base hanno avviato un cammino comune scandito da incontri nazionali di confronto e di studio nei quali hanno consolidato un insieme  di "punti fermi” che le caratterizzano.
Nel corso degli anni, il campo di interesse delle Cdb si è esteso: la rielaborazione della liturgia in chiave ecumenica, inclusiva e dialogica (eucaristia "dialogata"; presidenza affidata anche ai laici); accoglienza di divorziati risposati, gay e lesbiche; impegno politico caratterizzato dalla affermazione della laicità e dalla richiesta di una piena separazione tra Stato e Chiesa, con il rifiuto del concordato.
Le CdB non costituiscono quindi una struttura unitaria come altri “movimenti” ecclesiali, ma si sono dotate di una forma di organizzazione “leggera” che opera attraverso:
- un Collegamento nazionale formato da rappresentanti delle Comunità aderenti, che si riunisce  di norma due volte l'anno e in sedi diverse (in città dove la Cdb locale ospita i partecipanti per favorire il contatto diretto con le sue attività). Un suo rappresentante fa parte del Collettivo europeo delle CdB.
- un Incontro nazionale che si svolge ogni anno su temi, decisi di volta in volta dal Collegamento. La preparazione e la gestione di tali incontri sono affidate ad una o due comunità disponibili ad assumersene la responsabilità.
- una Segreteria tecnica nazionale che cura l'attuazione delle decisioni del Collegamento, affiancata da gruppi di lavoro per assicurare la tempestiva divulgazione di comunicati e dichiarazioni su eventi particolari - ecclesiali e non -, per curare la pubblicazione del Notiziario, per aggiornare il sito internet.

In alcune fasi della storia delle CdB tra i giovani di diverse comunità si è costituita una rete di comunicazione e di rapporti per la promozione di specifiche iniziative.

## Gruppi donne delle Comunità cristiane di base
I gruppi donne delle CdB italiane, nati autonomamente ed in tempi diversi nelle diverse comunità, hanno iniziato a dar vita a incontri nazionali di genere a partire dall'esperienza del IX seminario nazionale delle CdB, dal titolo: “Le scomode figlie di Eva" e sottotitolo "Le CdB si interrogano sui percorsi di ricerca delle donne nella società e nelle chiese" , svoltosi a Brescia dal 23 al 25 aprile del 1988. Questa esperienza ha dato vita prima ad alcuni coordinamenti nazionali dei gruppi donne e poi ad una serie di incontri nazionali donne CdB su temi specifici, che si sono susseguiti negli anni successivi al 1988 fino ad oggi; dal 2004, dopo la partecipazione al Sinodo europeo delle donne a Barcellona, con l'apporto costruttivo di altri gruppi di donne.

## Personaggi rappresentativi
Come organizzazione le comunità non prevedono al loro interno ruoli di particolare prestigio, tuttavia nel corso della loro storia sono emerse alcune persone significative, come il biblista Giuseppe Barbaglio che ha vissuto e lavorato a lungo presso la comunità di San Paolo  , Ciro Castaldo animatore della "Segreteria tecnica nazionale" delle comunità di base , Giovanni Franzoni presso la comunità di San Paolo, Filippo Gentiloni, Franco Maggiotto sacerdote nella comunità di base di Alpignano e sepolto nel cimitero valdese di Angrogna, Enzo Mazzi fondatore della comunità di base dell'Isolotto a Firenze , Martino Morganti prete operaio della comunità di "piazza del luogo Pio" di Livorno espulso dall'ordine francescano un paio di anni prima della sua morte , Luigi Sandri della comunità di base di San Paolo, Marcello Vigli tra i fondatori della rivista di dialogo religioso Com-Nuovi Tempi, Franco Barbero, ridotto allo stato laicale da Papa Giovanni Paolo II nel 2003